# Sònia Roura Parés
Sònia Roura Parés (Viloví de Oñar, 26 de julio de 1973) es una empresaria y diseñadora de moda infantil de baño. Creadora de la marca Miss SeaLion by Sonia Roura.

## Historia
Su educación empieza en Casá de la Selva y Viloví de Oñar, en La Selva (Cataluña). Atiende secundaria en Santa Coloma de Farnés y en los primeros años busca un sector en el que desarrollar sus habilidades. Entra a formar parte del equipo de control aéreo en el aeropuerto Gerona-Costa Brava pero al cabo de unos años, se inclina nuevamente por el negocio familiar, relacionado con la confección y la moda. En esta primera etapa encuentra el ambiente idóneo para aprender todos los procesos que intervienen en la creación, para experimentar, para probar, equivocarse y acertar. A partir de ahir, decide continuar la formación, ya encaminada a la producción textil, atendiendo el Grado Superior de Patronaje Industrial (Instituto de la Garrocha, Olot) en 1998 y con diferentes cursos en el mundo de la moda, sus diseños se van llenando y nutriendo de creatividad.
La Maduixa Confeccions
En 2009 se hace cargo definitivamente del taller familiar y empieza una fase de consolidación del mismo. El primer paso es dotar el taller de personalidad dándole una estructura más profesionalizada y relacionándolo con una marca. El nombre escogido es ‘La maduixa confeccions’. Bajo este nombre realiza un trabajo de promoción y expansión tanto a nivel nacional como internacional, empezando a trabajar para prestigiosas marcas del sector de la lycra, las telas planas y el diseño de moda de baño infantil.
2012 - Miss SeaLion
A partir de 2012, decide poner en valor los diferentes procesos de producción textil que realiza en el taller y lanza su propia marca de moda de baño infantil bajo el nombre de ‘Miss SeaLion’. Bajo su propia marca empieza a producir modelos propios siguiendo, finalmente, su propio criterio estético, lo cual le permite desarrollar plenamente su capacidad y habilidad como diseñadora.
Otros intereses
Junto a la moda y la creación y diseño textil, Sonia Roura ha destacado también por su vertiente de empresaria y emprendedora. Desde 2011 es presidenta de l’Associació de Joves Empresaris i Emprenedors de Vilobí, desde donde ha llevado a cabo una política activa de promoción del emprendimiento y de la mejora de las relaciones y condiciones empresariales de Vilobí d’Onyar y su entorno.